# Assedio di Tottori
L'assedio di Tottori avvenne in Giappone nel 1581. Le forze di Oda Nobunaga, guidate da Hashiba Hideyoshi, stavano concentrando i propri sforzi per conquistare la regione di Chūgoku, a quel tempo controllata dal clan Mōri.
Il castello cadde dopo 200 giorni di assedio poiché la tattica di Hideyoshi di tagliare i rifornimenti e far affamare la guarnigione fu un successo. Kikkawa Tsuneie commise seppuku per salvare i suoi uomini dal cannibalismo.

## Il castello
Il castello di Tottori  (鳥取城?, Tottori-jō) era una principale e importante fortezza del clan Mōri per difendere i confini della regione di Chūgoku a est dove Oda Nobunaga stava espandendo i propri territori dopo la caduta del clan Takeda a Nagashino.
Verso la fine del 1580 Nobunaga ordinò a Hashiba Hideyoshi di muoversi a nord dalla loro fortezza nella provincia di Harima e nel 1581 entrò nella provincia di Inaba trovandosi subito in contatto con le forze Mōri presenti al castello di Tottori. Il castello "yamashiro" (castello di montagna), costruito nella montagna stessa, era di proprietà del clan Yamana sotto Yamana Toyokuni, ma era passato ai Mōri ed era sorvegliato dal loro servitore Kikkawa Tsuneie. Hideyoshi provò a negoziare con Tsuneie, ma quest'ultimo era determinato a non cedere il castello e impedire che cadesse nelle mani del clan Oda

## L'assedio
L'assedio iniziò quando Hideyoshi decise di tagliare le linee di rifornimento del castello per far morire di fame la guarnigione. A tal fine Hideyoshi controllò tutti gli abitanti del villaggio all'interno delle mura del castello e tutti gli avvicinamenti al castello furono sbarrati erigendo torri ogni 500 metri attorno al perimetro. Hideyoshi arrivò addirittura ad acquistare a più riprese tutto il riso disponibile nella provincia di Inaba ad un prezzo superiore di mercato per forzare la guarnigione ad arrendersi.
Anche se i difensori resistettero per un po', i loro rifornimenti iniziarono a scarseggiare e la guarnigione fu costretta inizialmente a mangiare tutti i cavalli che avevano a disposizione. Quando questi si esaurirono i difensori iniziarono a mangiare erba e si racconta che furono vicini a commettere atti di cannibalismo. Qualsiasi difensore che cercò di fuggire dal castello venne ucciso.
Dopo aver resistito per 200 giorni, l'assedio terminò quando il signore del castello, Kikkawa Tsuneie, si arrese e accettò di commettere seppuku. Nonostante la guarnigione sopravvisse all'assedio, molti perirono dall'eccesso di cibo ingerito dopo che Hideyoshi li sfamò dopo la resa.

## Conseguenze
Hashiba Hideyoshi fece ritorno alla sua base a Himeji nella provincia di Harima e si mosse verso le provincie di Bizen e Bitchū (controllata dai Mōri), dove nel 1582 avvenne l'assedio di Takamatsu.